# Cryptocephalus globicollis

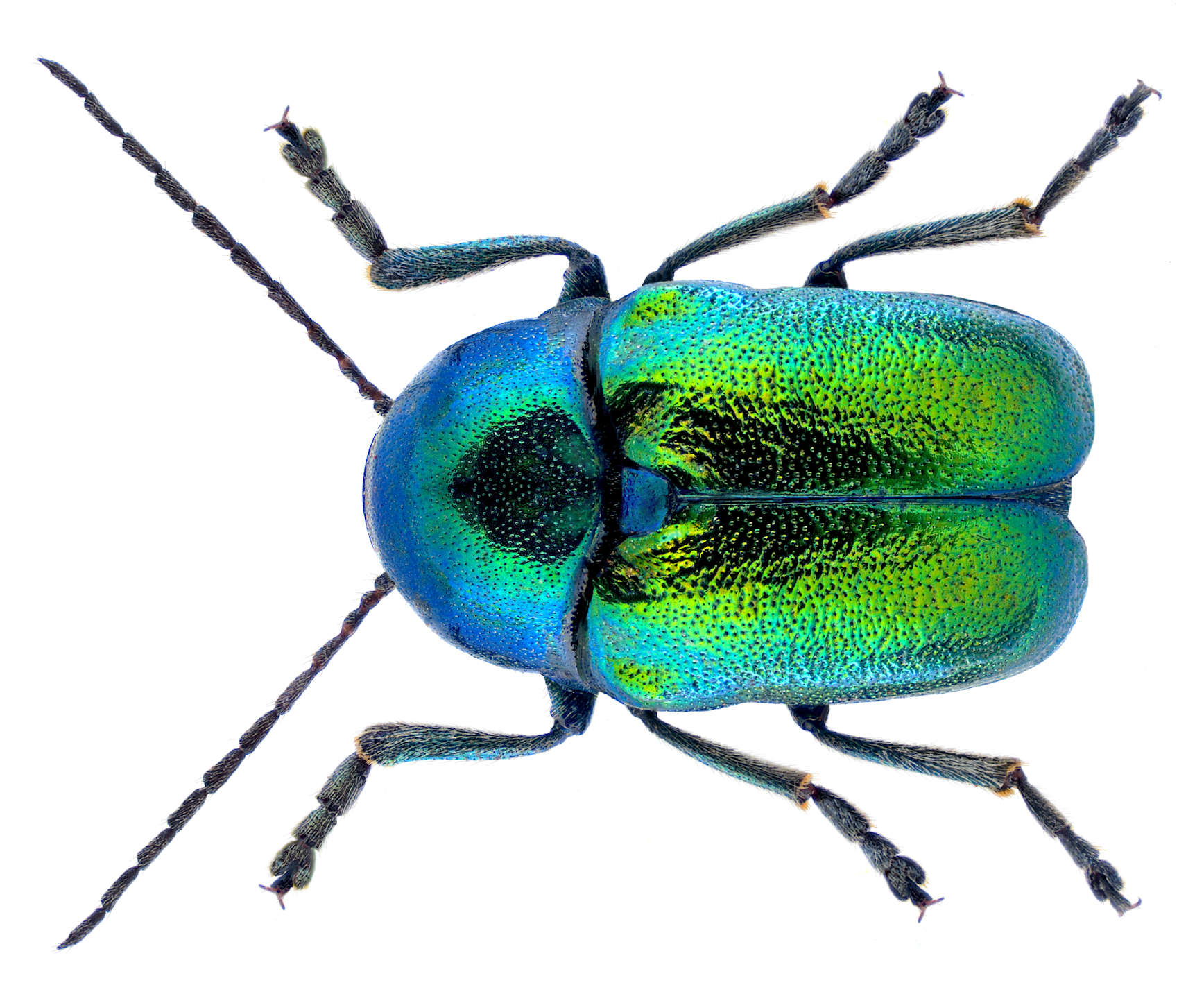
Präparat

Cryptocephalus globicollis ist ein Käfer aus der Familie der Blattkäfer und der Unterfamilie der Fallkäfer (Cryptocephalinae).

## Merkmale
Die Käfer haben eine Körperlänge von 6–8,5 mm. Sie besitzen einen kompakten Körper. Kopf, Halsschild, Schildchen und Flügeldecken sind metallisch grün schimmernd. Fühler und Beine sind schwarz. In der Nähe des Basalrands des Halsschilds sind zwei deutliche Gruben erkennbar. Die Flügeldecken weisen an der Basis seitlich eine Schulterbeule auf. Die Hinterkante des Prothorax der Männchen weist zwei Höckerchen oder Zähnchen auf. Die Breite zwischen den Vorderhüften ist so groß oder geringfügig kleiner als die Hüftbreite.

## Ähnliche Arten
Cryptocephalus globicollis gehört zur Untergattung Cryptocephalus und dort zum Artenkomplex von Cryptocephalus sericeus. In dem Artenkomplex gibt es mehrere grünlich glänzende Vertreter, die Cryptocephalus globicollis sehr ähneln, darunter folgende:
- Cryptocephalus castilianus – meist dunkelblau metallisch gefärbt[2]
- Cryptocephalus hypochoeridis – die Käfer sind kleiner[1]
- Cryptocephalus sericeus –  geringfügig kleiner; Unterschiede in der Halsschildrandung und Punktierung[1]

## Verbreitung
Das Vorkommen von Cryptocephalus globicollis erstreckt sich über den nordwestlichen Mittelmeerraum und umfasst das Zentrum und den Nordosten der Iberischen Halbinsel, Südfrankreich und Nordwest-Italien.

## Lebensweise
Die Käfer beobachtet man von Mai bis August. Sie ernähren sich hauptsächlich von Pollen und Nektar verschiedener Pflanzen. Zu diesen zählt insbesondere die Gemeine Schafgarbe (Achillea millefolium), aber auch Hülsenfrüchtler, Mohn- und Hahnenfußgewächse.